# Ingolstädter Haus
Das Ingolstädter Haus ist eine Alpenvereinshütte der Sektion Ingolstadt des Deutschen Alpenvereins in 2120 m ü. A. Höhe unterhalb des Großen Hundstods in den Berchtesgadener Alpen. Die Hütte liegt auf österreichischem Staatsgebiet (Land Salzburg, Pinzgau, Gemeinde Saalfelden am Steinernen Meer, Katastralgemeinde Saalfelden) und zählt zu den wichtigsten Schutzhütten des Steinernen Meeres. Das Schutzhaus ist ein Stützpunkt für Bergsteiger, die Überschreitungen oder Gipfelbesteigungen im Steinernen Meer unternehmen, sowie ein wichtiger Stützpunkt für Weitwanderer auf dem Nordalpenweg.

## Geschichte
Erstmals war 1911 von der Sektion Ingolstadt des DuOeAV geplant, eine Hütte im Steinernen Meer zu errichten. Es wurden Pläne diskutiert, entweder auf der Hundstodscharte oder am Wildalmkirchl zu bauen. 1922 wurde das Arbeitsgebiet der Sektion endgültig festgelegt, wonach sie für einen großen Teil des Steinernen Meeres zuständig waren. Es sollten zwei Hütten, eine am Hundstod und eine am Wildalmkirchl, entstehen. Das Vorhaben geriet ins Stocken, und man einigte sich 1926, vorerst das Hüttenprojekt am Hundstod in Angriff zu nehmen. Allein dieses Vorhaben brachte enorme Hürden mit sich; man musste erst einmal Wege errichten, neue Zugänge und den richtigen Bauplatz finden. Finanzierungsschwierigkeiten sollten mit Schuldscheinen überwunden werden. 1927 fand sich ein Baumeister aus Werfen und ein künftiger Hüttenwirt zur Verwirklichung des Projekts. Einen gangbaren Weg legte das Forstamt an, über den dutzende von Trägern das schwere Baumaterial zur Dießbachscharte hinauf schleppten. Am 15. August 1929 wurde das Schutzhaus feierlich eingeweiht, allerdings wurde die Genehmigung für eine bewirtschaftete Hütte erst später erteilt.

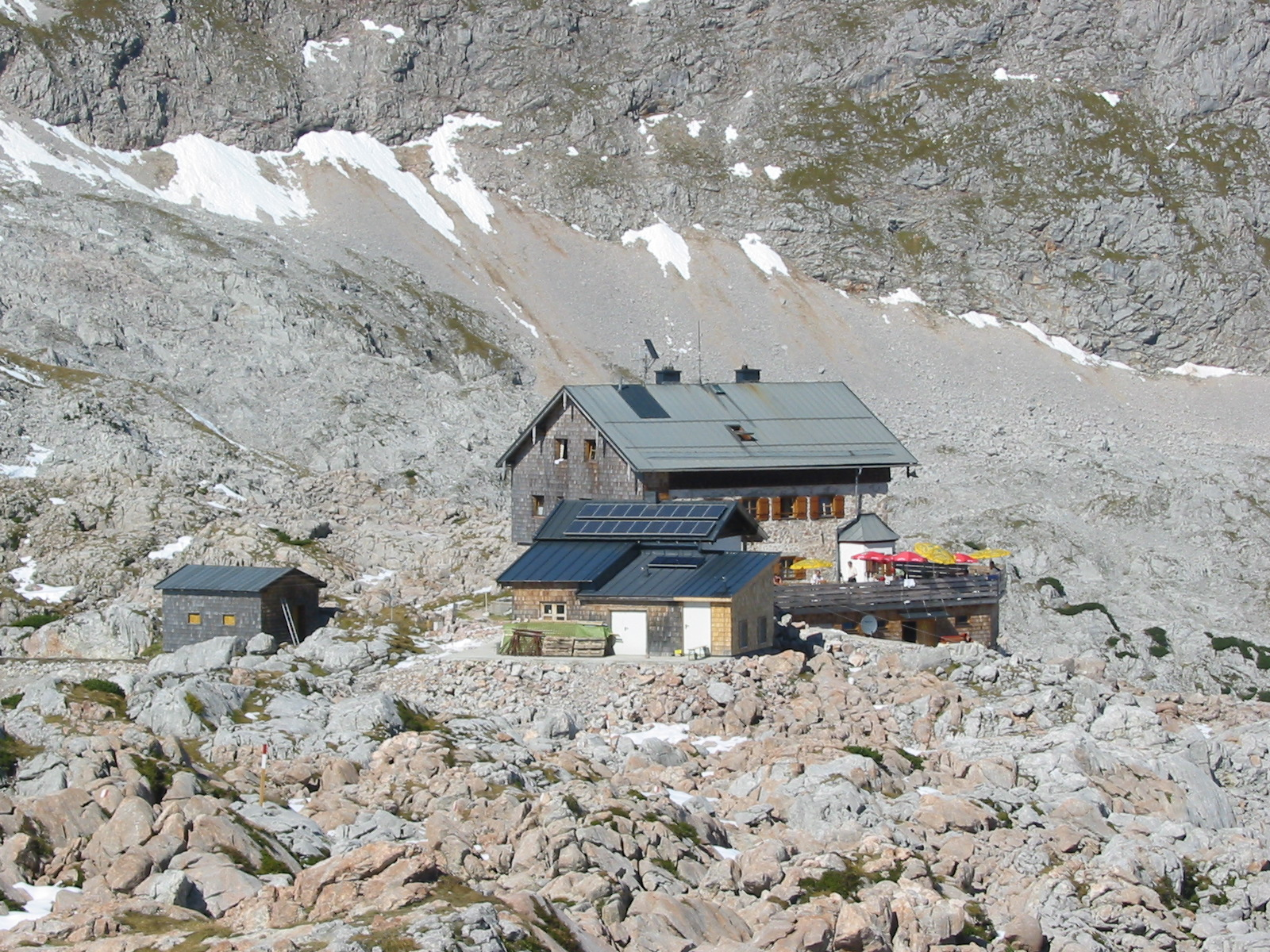
Ingolstädter Haus im Jahr 2003

1932 wurde der Eichstätter Weg zwischen dem Riemannhaus und dem Ingolstädter Haus geschaffen, gleichzeitig wurde die Terrasse fertiggestellt. 1933 setzte eine Grenzsperre ein, die den Besuch des Hauses unmöglich machte; daraufhin wurde es bis 1936 geschlossen. Obwohl Krieg herrschte, wurde das Ingolstädter Haus vorerst weiter bewirtschaftet, erst 1943 wurde es aufgrund immer schlimmerer Kriegsverhältnissen geschlossen, jedoch nicht beschädigt. Zum Gedenken an die gefallenen Mitglieder und Kameraden entschlossen sich 1947 die Sektionen Freilassing und Ingolstadt, auf dem Gipfel des Großen Hundstods (2593 m) ein Gipfelkreuz zu errichten, sowie alle zwei Jahre auf dem Ingolstädter Haus eine Bergmesse abzuhalten. 1953 mussten kurz vor der 25-Jahr-Feier etliche Reparaturen durchgeführt werden, so dass die endgültige Tilgung der entstandenen Schulden immer noch nicht erfolgen konnte. In den folgenden Jahren waren immer wieder Instandhaltungsmaßnahmen notwendig, sowohl an der Hütte als auch an den Wegen. 1961 wurde durch den Bau des Stausees im Dießbachtal der Zugang zur Hütte einerseits erleichtert, andererseits musste ein neuer Weg südlich oberhalb des Sees angelegt werden. Weil dieser nur schmal und steil möglich war, wurde die Hütte per Hubschrauber versorgt. Erst 1971 konnte ein Fahrweg bis zur Mitterkaseralm fertiggestellt werden; eine Materialseilbahn war nötig. Nach weitaus höheren als veranschlagten Kosten konnte diese am 15. September 1973 endlich eingeweiht werden. In den Jahren darauf musste eine Stütze mehrmals aufwändig erneuert werden. Als die schwierige Versorgung der Hütte endlich gewährleistet war, feierte man am 8. Juli 1978 das 50-jährige Jubiläum des Hauses. In den darauf folgenden Jahren wurden etliche Auflagen erfüllt, so die Erneuerung der Abwasserbeseitigung oder der Brandschutz. Auch die Materialseilbahn bereitet immer wieder Kosten.
Am 17. Juli 2004 fand die 75-Jahr-Feier statt. 2006 bis 2009 wurde das Haus um einen Anbau auf der Westseite erweitert.

## Zugänge
- Von Pürzlbach (1100 m, Parkplatz) oberhalb von Weißbach bei Lofer über Kallbrunnalm, Dießbachstausee und Mitterkaser, Gehzeit: 4,5 Stunden
- Von Dießbach (700 m) im Tal der Saalach über Dießbachstausee und Mitterkaser, Gehzeit: 4,5 Stunden
- Von Ramsau bei Berchtesgaden über Wimbachgrieshütte, Trischübelpass und Hundstodgatterl, Gehzeit: 6,5 Stunden
- Von St. Bartholomä am Königssee über Trischübelpass und Hundstodgatterl, Gehzeit: 6 Stunden

## Übergänge
- Wimbachgrieshütte (1.330 m) über Hundstodgatterl, mittel, Gehzeit: 4,5 Stunden
- Kärlingerhaus (1.630 m) am Funtensee, mittel, Gehzeit: 2,5 Stunden
- Riemannhaus (2.180 m) über Eichstätter Weg, mittel, Gehzeit: 3,5 Stunden
- Peter-Wiechenthaler-Hütte (1.750 m) über Weißbachscharte, mittel, Gehzeit: 4 Stunden

## Gipfelbesteigungen
- Großer Hundstod (2594 m) über Südflanke, mittel, Gehzeit: 1,5 Stunden
- Kleiner Hundstod (2263 m), leicht, Gehzeit: 45 Minuten
- Schneiber (2330 m) über Hundstodgatterl, mittel, Gehzeit: 2 Stunden
- Schindlkopf (2365 m) über Nordseite, mittel, Gehzeit: 1 Stunde

## Skitouren
Im Winter ist beispielsweise die bekannte Große Reibn eine lohnende, mehrtägige Skitour. Sie führt vom Stahlhaus über das Hagengebirge zum Kärlingerhaus und vorbei am Ingolstädter Haus in die Hochwies, dann über die Wimbachscharte ins Wimbachgries und hinaus nach Ramsau bei Berchtesgaden. Des Weiteren sind der Aufstieg vom Dießbachstausee, der Schindlkopf und der Übergang zum Riemannhaus auch im Winter möglich. Im Winterraum können bis zu 12 Personen übernachten.